# Sarmati

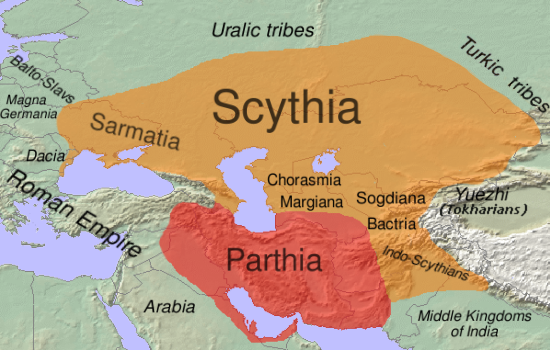
Přibližné rozšíření východoíránských jazyků

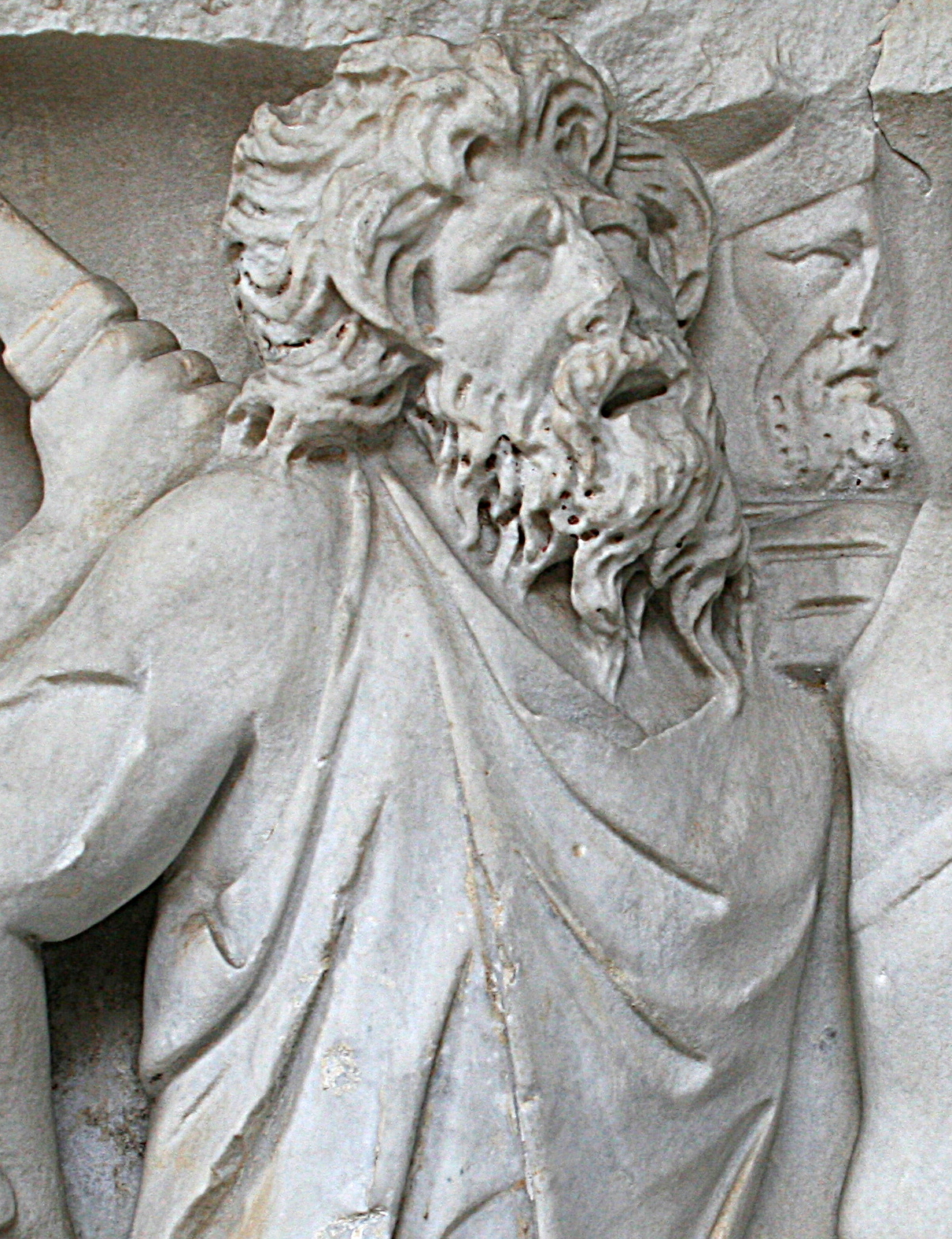
Zobrazení Sarmata z římského sarkofágu, 2. století n. l.

Sarmati (latinsky Sarmatae, Sauromatae, starořecky Σαρμάται, Σαυρομάται) byl původem íránský kočovný a pastevecký lid, příbuzný se Skyty, Médy a Peršany. Jejich kultura vzkvétala od asi 5. století př. n. l. do 4. století našeho letopočtu.
První zmínky o Sarmatech pocházejí ze spisů Herodota, Hippokrata a Strabóna. Ve starořeckých dílech je uvedeno, že obývali území na východ od Visly.
Sarmati pocházeli ze středních částí eurasijské stepi a byli součástí širších skytských kultur. Kolem 4. a 3. století před naším letopočtem se začali přesouvat západním směrem a kolem roku 200 před naším letopočtem začali dominovat blízce příbuzným Skytům. V největším rozsahu, kolem 1. století našeho letopočtu, tyto kmeny pokrývaly území od řeky Visly po ústí Dunaje, na východě k Volze až po břehy Černého a Kaspického moře a na jihu po Kavkaz.
Jejich území bylo řecko-římským etnografům známé jako Sarmatia (Sarmátie) a odpovídalo západní části velké Skýtie. Zahrnovala dnešní střední a jihovýchodní Ukrajinu, jižní Rusko, ruskou Volhu a jižní Ural), také v menší míře severovýchodní Balkán a okolí Moldavska). V 1. století našeho letopočtu začali Sarmati ve spojení s germánskými kmeny narušovat území římské říše. Ve 3. století našeho letopočtu bylo jejich dominantní postavení v pontské stepi zlomeno germánskými Góty. V souvislosti s vpády Hunů ve 4. století se mnoho Sarmatů připojilo ke Gótům a jiným germánským kmenům (Vandalům) a usadili se na území západořímské říše. Protože velké části dnešního Ruska, konkrétně území mezi pohořím Ural a řekou Don, byly v 5. století před naším letopočtem ovládány Sarmaty, jsou tyto stepi nazývány také „vlastí Sarmatů“.
Sarmati byl nakonec rázně asimilováni (např. slavizováni) a absorbováni proto-slovanskou populací východní Evropy

## Sarmatské kmeny

Hérodotova mapa světa

Mezi sarmatské kmeny náležely Jazygové, Roxolani, Syrakové, Aorsové, Alani a snad i Antové, u nichž se předpokládá smíšený sarmatsko-slovanský původ. Nejstarší Sarmati sídlili v 6. století př. n. l. v povodí dolní Volhy. Vedli kočovný nebo usedlý život na pomezí mezi dnešní Moldávií, Ukrajinou, Polskem a pobřežím Černého moře. Postupně se šířili na východ do oblasti Aralského jezera, přes Kazachstán až k Altaji na jižní Sibiří a na jih k severním svahům Kavkazu. Stopy po jejich pobytu byly odhaleny zejména u přítoků Dněstru, Dněpru, delt Amudarji i Syrdarji, v povodí Volhy, Samary a na Uralu. Stopy po většině sarmatských kmenů mizí v prvních staletích našeho letopočtu. Nejdéle přežili Alani, kteří se zapojili do Stěhování národů. Tehdy pod tlakem Hunů opustili povodí Donu a Volhy, spojili se s germánskými Vandaly a Svéby a putovali na západ. Postupně pronikli až na Pyrenejský poloostrov a do severní Afriky. Část Alanů odešla na jih, do oblasti řeky Kubáně a na severní Kavkaz, kde vytvořili raně středověké království. Ve 12. století bylo jejich území připojeno ke Gruzii. Jejich potomci zde však žijí dodnes jako Oseti.

## Způsob života
Sarmati byli především kočovní nebo polokočovní pastevci, ale některé populace žily i usedle. Kočovní Sarmati nezakládali stálé osady, žili v jurtách, umístěných na vozech, chovali koně, skot i ovce, s nimiž kočovali stepí.
Usedlí Sarmati byli méně početní. Obývali především lesostepi v povodí Prutu, Dněstru a Dněpru (Černjachovská kultura), ale patřili k nim i kavkazští Alani. V těchto oblastech byly objeveny zbytky stálých osad s nálezy sarmatských artefaktů. V oblasti lesostepi se mohlo jednat o smíšené sarmatsko-germánské, sarmatsko-bulharské nebo sarmatsko-slovanské (Antové) osídlení.

## Válečnictví

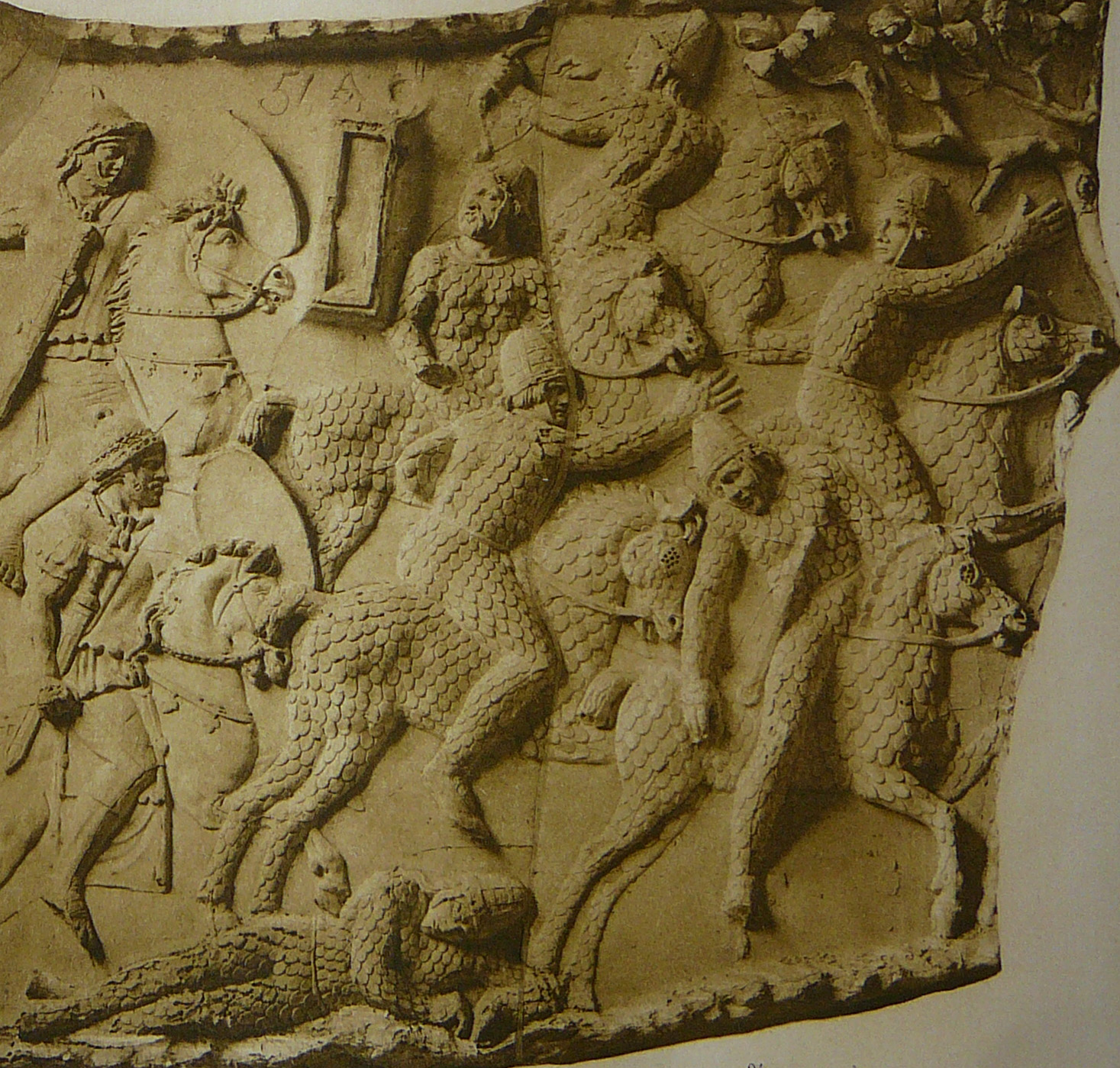
Sarmatští katafrakti během dáckých válek vyobrazeni na Trajánově sloupu

Sarmatští válečníci bojovali většinou jako tzv. katafrakti neboli clibanarii, tedy těžká jízda, vyzbrojená kopími a dlouhými meči. Jezdci používali nejčastěji destičkovou, koženou nebo kroužkovou zbroj a žebrové přílby. Podle Pausania vyráběli destičkovou zbroj z koňských kopyt. Na rozdíl od těžké jízdy jiných tehdejších vojsk (Peršané, Číňané, Římané aj.) nepoužívali ochrannou zbroj pro koně. Lehká jízda nebyla vybavená ochrannou zbrojí, používala luky, vrhací oštěpy a lasa, jimiž strhávali z koní nepřátelské jezdce. Pěchotu Sarmati patrně vůbec nepoužívali.

## Náboženství
O náboženství Sarmatů dnes není mnoho známo. Římský historik Ammianus Marcellinus psal o uctívání boha války v podobě meče, zabodnutého do hromady klestí (totéž uvádí o několik staletí dříve Hérodotos u Skytů, podobné symboly se objevovaly později i u Hunů). Sarmatské umění často zobrazuje tvory podobné gryfům nebo ptáku Símurgovi z perské mytologie, je proto pravděpodobné, že v jejich mytologii hráli důležitou roli. Písemné památky se dochovaly pouze u Alanů a to až z pozdního období, kdy byly tradiční představy silně promísené křesťanstvím. Jedním z nejdůležitějších bohů byl tehdy Uastyrdží, ztotožněný se sv. Jiřím a Uacilla, ztotožněný se sv. Basilem. Vládce podsvětí Barastyr byl ztotožněn s Ďáblem. Mezi další mytologické bytosti Alanů patřili jednoocí obři Uajugové, podobní antickým Kyklopům nebo podzemní skřeti Kadziové s chodidly obrácenými dozadu.